# Cisco IOS
Cisco IOS (původně Internetwork Operating System) je operační systém používaný na směrovačích a přepínačích firmy Cisco Systems, jehož první verzi napsal William Yeager. IOS je balíček směrovacích, přepínacích, propojovacích a telekomunikačních funkcí pevně integrovaný do multitaskingového operačního systému. Předchůdcem byl CatOS. Nástupcem je Cisco IOS XE, který používá jádro QNX nebo Linuxu a funkčnost je přenesena do aplikační podoby a může být nasazen jak pro použití v produktech Cisco, tak v simulátorech (např. Cisco VIRL).
Ne všechny produkty Cisco běží na IOS. Za zmínku stojí výjimky zahrnující bezpečnostní produkty ASA, které běží na operačním systému odvozeném od operačních systémů Linux, a směrovače, které běží na IOS-XR.

## Rozhraní
Rozhraní příkazového řádku IOS poskytuje pevnou sadu příkazů s více slovy. Dostupná sada je určena „režimem“ a úrovní oprávnění aktuálního uživatele. „Globální konfigurační režim“ poskytuje příkazy pro změnu konfigurace systému a „režim konfigurace rozhraní“ poskytuje příkazy ke změně konfigurace určitého rozhraní. Všechny příkazy mají přiřazenou úroveň oprávnění od 0 do 15 a mohou být přístupné pouze uživatelům s potřebným oprávněním. Prostřednictvím rozhraní CLI lze definovat příkazy dostupné pro každou úroveň oprávnění.
Většina sestav IOS zahrnuje interpret Tcl. Pomocí funkce Embedded manažeru událostí (EEM) může být interpret vytvořen tak, aby reagoval na události v rámci síťového prostředí, například při selhání rozhraní nebo u periodických časovačů.
Dostupné příkazové režimy zahrnují:
- Režim uživatele EXEC
- Privilegovaný režim EXEC
- Globální konfigurační režim
- Režim monitoru ROM
- Režim nastavení
- Více než 100 režimů konfigurace a submodů.

## Verze
Aplikace Cisco IOS je verzována pomocí tří čísel a několika písmen v obecné podobě a.b (c.d) e, kde:
- a je číslo hlavní verze
- b je menší číslo verze
- c je číslo vydání, které začíná od jedničky a zvyšuje se stejným způsobem při uvolnění nových verzí a.b série. „Série“ (angl. Train) je termín Cisca pro „prostředek poskytování softwaru Cisco na určitou sadu platforem a funkcí“.
- d (vynecháno z obecných verzí) je předběžné číslo sestavení
- e (nula, jedno nebo dvě písmena) je identifikátor série pro uvolnění softwaru, například žádný (který označuje hlavní verzi, viz níže), T (pro technologii), E (pro podnikání), S (pro poskytovatele služeb), XA (pro speciální funkční sérii), XB (pro jinou speciální funkční sérii) atd.

Rebuilds – často je vytvořeno sestavení, které opravuje jeden specifický problém nebo chybu zabezpečení pro danou verzi IOS. Například 12.1 (8) E14 je sestavení, kde čílo 14 označuje 14. sestavení verze 12.1 (8) E. Sestavení jsou vytvořena buď k rychlé opravě závady nebo ke spokojenosti zákazníků, kteří nechtějí přejít na pozdější hlavní revizi, protože mohou mít v jejich zařízeních kritickou infrastrukturu, a proto raději minimalizují změny a rizika.
Prozatímní vydání – obvykle jsou uváděna každý týden a vytvářejí současný vývoj. Poradenská webová stránka společnosti Cisco může obsahovat více než jeden možný přechod na opravu přidruženého problému (důvod, proč není veřejný, není známý).

## Série
Cisco říká: „Série je prostředek pro poskytování softwaru Cisco na konkrétní množinu platforem a funkcí.“

### Do 12.4
Před uvolněním verze Cisco IOS 15 jsou uvolnění rozdělena do několika sérií, z nichž každá obsahuje jinou sadu funkcí. Většinou trasuje mapování na odlišné trhy nebo skupiny zákazníků, na které cíluje společnost Cisco.
- Hlavní série je určena jako nejstabilnější uvolnění, které může společnost nabídnout, a jeho sada funkcí se během své životnosti nikdy nerozšíří. Aktualizace jsou vydávána pouze pro řešení chyb v produktu. Předchozí technologický sérií se stává zdrojem současného hlavní série - například série 12.1T se stává základem pro hlavní řadu 12.2. Proto pro určení vlastností dostupných v konkrétním uvolnění hlavního řádku se podívejte na předchozí uvolnění T-série.: 6

- série T - Technologie, získává nové funkce a opravy chyb po celou dobu jeho životnosti, a je tedy potenciálně méně stabilní než hlavní. (Ve zprávách před Cisco IOS Release 12.0 sloužila série P jako technologický série.) Cisco nedoporučuje používat T sérii ve výrobním prostředí, pokud není naléhavě nutné implementovat novou funkci IOS T sérii.: 6

- série S - poskytovatel služeb, běží pouze na základních routerových produktech společnosti a je silně přizpůsoben pro zákazníky poskytovatele služeb.

- série E - Enterprise, je přizpůsoben pro implementaci v podnikových prostředích.
- série B - širokopásmové připojení, podporuje internetové širokopásmové funkce.
- sériový systém X* (XA, XB, atd.) - zvláštní vydání obsahuje jednorázové verze určené k opravě určité chyby nebo k vytvoření nové funkce. Ty jsou nakonec sloučeny s jedním z výše uvedených sérií.

Času od času existovaly další sériey určené pro specifické potřeby - například série 12.0AA obsahoval nový kód požadovaný pro produkt AS5800 společnosti Cisco.

### Od 15.0
Počíná 15 vydáním Cisco IOS, existuje pouze jedna série M/T. Tato série zahrnuje jak úlohy s prodlouženou údržbou, tak standardní údržbu. M verze jsou prodloužená vydání údržby a Cisco opraví chyby po dobu 44 měsíců. T verze jsou standardní verze údržby a Cisco opraví chyby pouze po dobu 18 měsíců.

## Paketování/ sady funkcí
Většina produktů společnosti Cisco, které provozují IOS, má také jednu nebo více „sad funkcí“ nebo „balíčků“, obvykle osm balíčků pro Switche Cisco a pět balíčků pro síťové přepínače Cisco. Například verze Cisco IOS určená pro použití na přepínačích Catalyst jsou k dispozici jako „standardní“ verze (poskytující pouze základní směrování IP), „vylepšené“ verze, které poskytují úplnou podporu směrování IPv4 a verze pokročilých služeb IP, které poskytují rozšířené funkce a podporu protokolu IPv6.
Každý jednotlivý balíček odpovídá jedné kategorii služeb, jako je například
- IP data
- Konvergovaný hlas a data
- Zabezpečení a VPN

Přesný soubor funkcí požadovaný pro určitou funkci lze určit pomocí prohlížeče Cisco Feature Set.
Počínaje řady ISR routerů řady 1900, 2900 a 3900, společnost Cisco revidovala licenční model IOS. Switche jsou opatřeny instalovaným systémem IP Base a mohou být instalovány doplňkové licence k sadě funkcí jako dodatečné šrouby pro rozšíření sady funkcí zařízení. Dostupné balíčky funkcí jsou:
- Data přidává funkce jako BFD, IP SLA, IPX, L2TPv3, Mobile IP, MPLS, SCTP.
- Zabezpečení přidává funkce jako VPN, firewall, IP SLA, NAC.
- Jednotná komunikace přidává funkce jako CallManager Express, Gatekeeper, H.323, IP SLA, MGCP, SIP, VoIP a CUBE.

Rozhraní bloku deskriptor, nebo jednoduše IDB, je část paměti nebo vnitřní struktura dat Cisco IOS, která obsahuje informace jako například adresu IP, stav rozhraní a statistiky paketů pro síťová data. Software IOS společnosti Cisco udržuje jedno IDB pro každé hardwarové rozhraní v konkrétním přepínači nebo směrovači Cisco a jedno IDB pro každé podrozhraní. Počet IDB v systému se liší podle typu hardwarové platformy Cisco.
Vydání pro údržbu systému - pečlivě testované verze, které jsou k dispozici a zahrnují vylepšení a opravy chyb. Společnost Cisco doporučuje upgradovat na toto vydání, kde to je možné, po vydání prozatímních a obnovených verzí.
- „Konfigurační mód“ poskytuje příkazy pro změnu systémové konfigurace, prompt označen „(config)#“
- „mód konfigurace rozhraní“ poskytuje příkazy pro změnu konfigurace specifické pro dané rozhraní, standardně označen „(config-if)#“
- „privilegovaný mód“ umožňuje na příklad restart zařízení a poskytuje přístup k veškerým informacím o něm i jeho konfiguraci, označen „#“
- „uživatelský mód“ je výchozí, má nejméně možností, označen „>“

Typický příkaz může vypadat například takto:
```
Router>show interface fa0/48
```

nebo
```
Router(config)#no ip cef traffic-statistics
```

## Přehled módů
Na obrázku jsou znázorněny základní módy a příkazy, kterými lze mezi těmito módy přecházet.